# Resolutie 1138 Veiligheidsraad Verenigde Naties
Resolutie 1138 van de Veiligheidsraad van de Verenigde Naties werd unaniem door de VN-Veiligheidsraad aangenomen op 14 november 1997. De resolutie verlengde de UNMOT-waarnemingsmissie in Tadzjikistan met zes maanden en stond toe dat deze medewerking verleende aan de organisatie van verkiezingen en een volksraadpleging.

## Achtergrond
Na de val van de Sovjet-Unie, werden in 1991 verkiezingen gehouden in Tadzjikistan. Begin 1992 kwam de oppositie in opstand tegen de uitslag – de oud-communisten hadden gewonnen – ervan. Er brak een burgeroorlog uit tussen de gevestigde macht en hervormingsgezinden en islamisten uit de achtergestelde regio's van het land, die zich hadden verenigd. In 1997 werd onder VN-bemiddeling een
vredesakkoord gesloten.

## Inhoud
Er was opnieuw vooruitgang gemaakt bij de uitvoering van het vredesakkoord in Tadzjikistan en ook het staakt-het-vuren werd gerespecteerd. Maar de veiligheidssituatie bleef er precair en er was veel geweld in het centrum van het land. Elders was het relatief rustig.
De partijen in Tadzjikistan hadden een gezamenlijke eenheid gevormd die de UNMOT moest beveiligen. Die missie werd verlengd tot 15 mei 1998, en er werd een uitbreiding van het mandaat geautoriseerd met onder meer medewerking aan verkiezingen en een volksraadpleging, en coördinatie van VN-bijstand tijdens de overgangsperiode. Secretaris-generaal Kofi Annan had eind november een donorconferentie georganiseerd om steun te krijgen voor het vredesplan. Hem werd ten slotte gevraagd om binnen de drie maanden te rapporteren over de uitvoering van deze resolutie.

## Verwante resoluties
- Resolutie 1013 Veiligheidsraad Verenigde Naties
- Resolutie 1028 Veiligheidsraad Verenigde Naties
- Resolutie 1167 Veiligheidsraad Verenigde Naties (1998)
- Resolutie 1206 Veiligheidsraad Verenigde Naties (1998)

Lijst ·  1093 ·  1094 ·  1095 ·  1096 ·  1097 ·  1098 ·  1099 ·  1100 ·  1101 ·  1102 ·  1103 ·  1104 ·  1105 ·  1106 ·  1107 ·  1108 ·  1109 ·  1110 ·  1111 ·  1112 ·  1113 ·  1114 ·  1115 ·  1116 ·  1117 ·  1118 ·  1119 ·  1120 ·  1121 ·  1122 ·  1123 ·  1124 ·  1125 ·  1126 ·  1127 ·  1128 ·  1129 ·  1130 ·  1131 ·  1132 ·  1133 ·  1134 ·  1135 ·  1136 ·  1137 ·  1138 ·  1139 ·  1140 ·  1141 ·  1142 ·  1143 ·  1144 ·  1145 ·  1146